# 中华人民共和国国防科学技术工业委员会
中华人民共和国国防科学技术工业委员会，简称国防科工委，是已撤销的中华人民共和国国务院组成部门。于2008年撤销建制。
国防科工委负责与中央军委有关部门配合，对军事装备的生产供应、科研规划的制定和组织实施。研究制定国防科技工业和军品转民用发展的方针、政策和法规、质量、标准、重大科研项目及其推广工作，制定国防科技工业及行业管理规章。拟定核、航天、航空、船舶、兵器工业的产业和技术政策、发展规划，对其实施行业管理。负责国家核电站建设、同位素生产和民用爆破器材生产流通的行政管理。组织管理国防科技工业的对外交流与国际合作，负责军工企事业单位的军品出口管理。

## 沿革
1982年5月10日，由中国人民解放军国防科学技术委员会、国务院国防工业办公室和中央军委科学技术装备委员会合并成立中华人民共和国国防科学技术工业委员会（中国人民解放军国防科学技术工业委员会），既是国务院组成部门、又是中央军事委员会工作部门，受国务院和中央军委的双重领导，管理各有关工业部门的国防科研、军品生产和军品外贸。
1998年3月10日，第九届全国人民代表大会第一次会议通过《国务院机构改革方案》，决定将原国防科工委拆分为中国人民解放军总装备部、中华人民共和国国防科学技术工业委员会两个部门，新组建的国防科工委不再接受双重领导、不再作为军委工作部门，改由国务院直接领导。原管理国防工业的职能、国家计委国防司的职能，以及各军工总公司承担的政府职能，统归新组建的国防科学技术工业委员会管理；同时将各军工总公司改组为若干企业集团；并保留了国家航天局和国家原子能机构牌子。
2008年3月15日，第十一届全国人民代表大会第一次会议通过《第十一届全国人民代表大会第一次会议关于国务院机构改革方案的决定》，批准《国务院机构改革方案》。方案规定：“组建工业和信息化部。将国家发展和改革委员会的工业行业管理有关职责，国防科学技术工业委员会核电管理以外的职责，信息产业部和国务院信息化工作办公室的职责，整合划入工业和信息化部。组建国家国防科技工业局，由工业和信息化部管理。国家烟草专卖局改由工业和信息化部管理。不再保留国防科学技术工业委员会、信息产业部、国务院信息化工作办公室。”

## 职责
根据有关规定，2008年机构撤销前，国防科工委承担下列职能：
1. 研究拟定国防科技工业和军转民发展的方针、政策和法律、法规；制定国防科技工业及行业管理规章；研究国防科技工业的重大问题。
2. 组织研究和实施国防科技工业体制改革；组织国防科技工业的结构、布局、能力调整；指导军工企事业单位实施战略性重组、企业集团发展和企业改革工作。
3. 根据中国人民解放军总装备部的武器装备发展战略和科研规划，研究国防科技工业的发展规划，做好国防科研、生产、建设的统筹和衔接；组织军品科研生产的资格审查和许可；配合总装备部，负责科研计划的制定和组织实施；审核科研生产单位与军方签订的科研生产合同，负责按照订货合同组织生产，协调、监督、检查订货合同的执行，保障军事装备的生产供应。
4. 编制国防固定资产投资、军转民和各专项的规划、计划并组织实施；安排国防军工固定资产投资项目，固定资产投资计划报国家发展计划委员会备案（军转民计划报国家经济贸易委员会备案）；组织三线调整搬迁及民用部门承担的军品配套和整机科研工作。
5. 组织管理国防科技工业质量、安全（含国防工业军用核设施安全）、计量、标准、保密、情报、统计、档案、重大科研及其推广。
6. 拟定核、航天、航空、船舶、兵器工业的产业和技术政策、发展规划，实施行业管理；指导军工电子的行业管理；负责国家核电建设、同位素生产和民用爆破器材生产流通的行政管理。
7. 管理国防工业建设资金、划给军工部门的技术基础科研费、民口配套及整机研制费、民用航天科研费及国家有关专款。
8. 负责国防科技工业的对外交流与国际合作；代表中国政府参加国际航天组织、国际原子能机构、联合国和平利用外层空间委员会科技小组及其有关活动；组织军工企事业单位的军品出口。
9. 归口管理中国工程物理研究院。
10. 承担国务院中央军委专门委员会办公室的日常事务；承办国务院交办的其他事项。

## 机构设置
根据有关规定，2008年机构撤销前，国防科工委设置下列机构：

### 内设机构
- 办公厅
- 政策法规司
- 体制改革司
- 综合计划司
- 财务司
- 科技与质量司
- 系统工程一司（国家航天局）
- 系统工程二司（国家原子能机构）
- 系统工程三司
- 民品发展司（核电办公室、国家核事故应急办公室、民爆器材管理办公室）
- 国际合作司（军品贸易出口办公室）
- 人事教育司

### 国防科工委管理的国家局
对外保留国家局牌子
- 国家航天局（副部级）
- 国家原子能机构（副部级）

### 国防科工委归口管理的事业单位
- 中国工程物理研究院（副部级）

### 直属事业单位
- 信息中心
- 发展研究中心
- 新闻宣传中心（国家航天局新闻宣传中心）
- 老干部活动中心
- 月球探测工程中心
- 核技术支持中心（国家原子能机构核技术支持中心）
- 西南核设施安全中心
- 军工项目审核中心
- 军工保密资格审查认证中心
- 经济技术发展中心
- 重大专项工程中心
- 特种核设施核安全技术审评监督中心
- 核安全中心

直属高等学校
- 北京航空航天大学[註 1]
- 北京理工大学[註 1]
- 哈尔滨工业大学[註 1]
- 西北工业大学[註 1]
- 南京航空航天大学
- 南京理工大学
- 哈尔滨工程大学

### 主管社会团体
- 中国国防科技工业企业管理协会
- 中国和平利用军工技术协会

## 历任领导
中华人民共和国国防科学技术工业委员会主任
1. 陈　彬
2. 丁衡高
3. 曹刚川
4. 劉積斌
5. 張雲川
6. 张庆伟（2007年8月－2008年3月）

## 相关法规文件
- 国防科学技术工业委员会行政复议实施办法 2000年6月2日 2007年2月7日[4]
- 国防科学技术工业委员会听证规则 2006年12月25日[5]

### 归口国防科工系统的中央企业
- 中国核工业集团公司
- 中国核工业建设集团公司
- 中国航天科技集团公司
- 中国航天科工集团公司
- 中国航空工业第一集团公司
- 中国航空工业第二集团公司
- 中国船舶工业集团公司
- 中国船舶重工集团公司
- 中国兵器工业集团公司
- 中国兵器装备集团公司
- 中国电子科技集团公司
- 中国新时代控股（集团）公司

| 国务院组成部门                              | 国务院组成部门                                                    | 国务院组成部门                                         |
| ------------------------------------------- | ----------------------------------------------------------------- | ------------------------------------------------------ |
| 前任： （中国人民解放军国防科学技术委员会） | 国务院中央军委军事装备科研主管部门 1982年5月10日至1998年3月10日   | 繼任： （中国人民解放军总装备部）                      |
| 前任： 国务院国防工业办公室                 | 国务院国防工业主管部门 1982年5月10日至2008年3月15日               | 繼任： 中华人民共和国工业和信息化部 国家国防科技工业局 |
| 前任： 中国核工业总公司                     | 国务院核工业行政主管部门 1998年3月10日至2008年3月15日             | 繼任： 中华人民共和国工业和信息化部 国家国防科技工业局 |
| 前任： 中国航天工业总公司                   | 国务院航天工业行政主管部门 1998年3月10日至2008年3月15日           | 繼任： 中华人民共和国工业和信息化部 国家国防科技工业局 |
| 前任： 中国航空工业总公司                   | 国务院航空工业行政主管部门 1998年3月10日至2008年3月15日           | 繼任： 中华人民共和国工业和信息化部 国家国防科技工业局 |
| 前任： 中国船舶工业总公司                   | 国务院船舶工业行政主管部门 1998年3月10日至2008年3月15日           | 繼任： 中华人民共和国工业和信息化部 国家国防科技工业局 |
| 前任： 中国兵器工业总公司                   | 国务院兵器工业行政主管部门 1998年3月10日至2008年3月15日           | 繼任： 中华人民共和国工业和信息化部 国家国防科技工业局 |
| 前任： 中华人民共和国国家计划委员会         | 国务院国防固定资产投资与计划主管部门 1998年3月10日至2008年3月15日 | 繼任： 中华人民共和国工业和信息化部 国家国防科技工业局 |
| 前任： 中国核工业总公司                     | 国务院核能发电行政主管部门 1998年3月10日至2008年3月15日           | 繼任： 国家能源局                                      |